# Georges-Louis Leclerc, Comte de Buffon
Georges-Louis Leclerc, Comte de Buffon (francoska izgovorjava: [ʒɔʁʒ lwi ləklɛʁ kɔ̃t də byfɔ̃]), francoski prirodoslovec in akademik, * 7. september 1707, Montbard, Burgundija (danes Côte-d'Or), Francija, † 16. april 1788, Pariz.
Buffon, potomec premožne aristokratske družine, je bil mojstrski pisec in prodoren mislec, njegovo delo je vplivalo na praktično vse pomembnejše avtorje v dobi razsvetljenstva, kot sta Lamarck in Cuvier, in tudi kasnejše generacije. Sprva se je s prirodoslovjem ukvarjal ljubiteljsko, leta 1739 pa je bil imenovan za direktorja kraljevega botaničnega vrta (Jardin du Roi, danes Jardin des Plantes) v Parizu, kjer je zasnoval obsežen enciklopedičen pregled vsega takratnega znanja o naravi, od mineralov do človeka. Za časa življenja je izdal 36 knjig dela Histoire naturelle, nadaljnje so na podlagi njegovih zapiskov izhajale še dve desetletji po njegovi smrti.
Čeprav sam ni bil evolucionist, veljajo njegove razprave za začetek evolucijske misli, saj se je dotaknil skoraj vseh pomembnih vprašanj tega pristopa do biologije in bil najbrž prvi avtor, ki je jasno izrazil zamisel o skupnem izvoru vseh živih bitij. Po drugi strani je s trditvami o nespremenljivosti vrst za dolgo časa zavrl njen razvoj. Buffonovo delo je sicer težavno za interpretacijo, saj je bil po naravi zaletav in so se njegove ideje vidno, a neenakomerno razvijale tekom njegovega življenja, tako da je večkrat zašel v nasprotja. Poleg tega je moral vsaj v zgodnjih letih verjetno prilagajati svoje sklepe (na primer o starosti Zemlje), da ne bi prišel navzkriž z vplivnimi teologi svojega časa.
Do konca življenja je deloval v Jardin du Roi; leta 1734 je bil izvoljen za člana Francoske akademije znanosti, kjer je opravljal tudi funkcijo blagajnika. Poleg osrednjega pomena za biologijo je vplival tudi na razvoj drugih ved, v delu Époques de la nature (1778) je tako prvi razdelil Zemljino geološko zgodovino v obdobja, predlagal je novo teorijo nastanka planetov idr. S svojim sistematičnim pristopom je povzdignil prirodopis iz hobija v znanost.